# Churia ochracea
Churia ochracea är en fjärilsart som beskrevs av Moore 1881. Churia ochracea ingår i släktet Churia och familjen trågspinnare. Inga underarter finns listade i Catalogue of Life.